# Marotta-Mondolfo
Marotta-Mondolfo (włoski: Stazione di Marotta-Mondolfo) – stacja kolejowa w Marotta, w regionie Marche, we Włoszech. Znajdują się tu 2 perony.
Jest zarządzana przez RFI SpA i posiada kategorię srebrną.